# Passerelle de navigation du Titanic
Vous lisez un « bon article » labellisé en 2009.

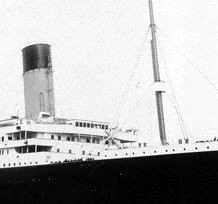
La passerelle de navigation du Titanic.

Sur le Titanic, la passerelle de navigation (ou passerelle de commandement) est une superstructure où s'exerce le commandement du navire. De cet emplacement, l'officier chef de quart détermine sa position géographique, donne tous les ordres concernant la navigation et la vitesse et reçoit les informations sur tout ce qui se passe à bord.
La passerelle est composée de différents locaux : un abri de navigation où s'exerce la veille et la timonerie où se trouve une roue, la barre dans le langage maritime, qui oriente le gouvernail et le transmetteur d'ordres aux machines, aussi appelé chadburn. De part et d'autre à tribord et à bâbord de l'abri de navigation, deux ailerons extérieurs permettent d'effectuer les manœuvres. On y trouve aussi une chambre à carte, et la chambre de veille du commandant. La passerelle est également rattachée aux cabines des officiers qui offrent plus ou moins de confort selon leur grade. Elle est également proche du local de télégraphie sans fil. Six officiers se relaient aux rythmes des quarts sur la passerelle, accompagnés des quartiers-maîtres et autres membres de l'équipage du pont. Le commandant en second et le commandant peuvent y être présents si la situation l'exige.
Le 14 avril 1912, vers 23 h 40, c'est de la passerelle que sont prises les décisions pour tenter d'éviter l'iceberg. Après la collision, c'est encore sur la passerelle qu'est décidé l'ordre d'évacuation du navire. Écrasée par la chute de la première cheminée, puis par celle du mât avant, il ne reste plus grand-chose de la passerelle lorsque l'épave du Titanic est découverte en 1985.

## Emplacement
Véritable « cerveau » du paquebot, la passerelle se situe à l'endroit le plus adapté, dans l'axe de la direction du navire, c'est-à-dire l'avant du pont des embarcations. 
Située à soixante mètres de l'étrave, la passerelle de navigation s'élève à environ vingt-trois mètres au-dessus de la ligne de flottaison. Les officiers ont ainsi une vue dégagée sur l'avant du navire et vers l'horizon.
La passerelle est accessible depuis le pont des embarcations par bâbord et tribord. Des escaliers situés à l'avant permettent d'y accéder de chaque côté du pont promenade A. Elle communique également avec le carré des officiers, situé à l'arrière de la timonerie, au niveau de la première cheminée. L'accès est cependant réservé aux officiers chargés de la navigation et aux membres d'équipage qui y effectuent le quart à la mer.

Plan de la passerelle du Titanic.

## Infrastructures

### Abri de passerelle

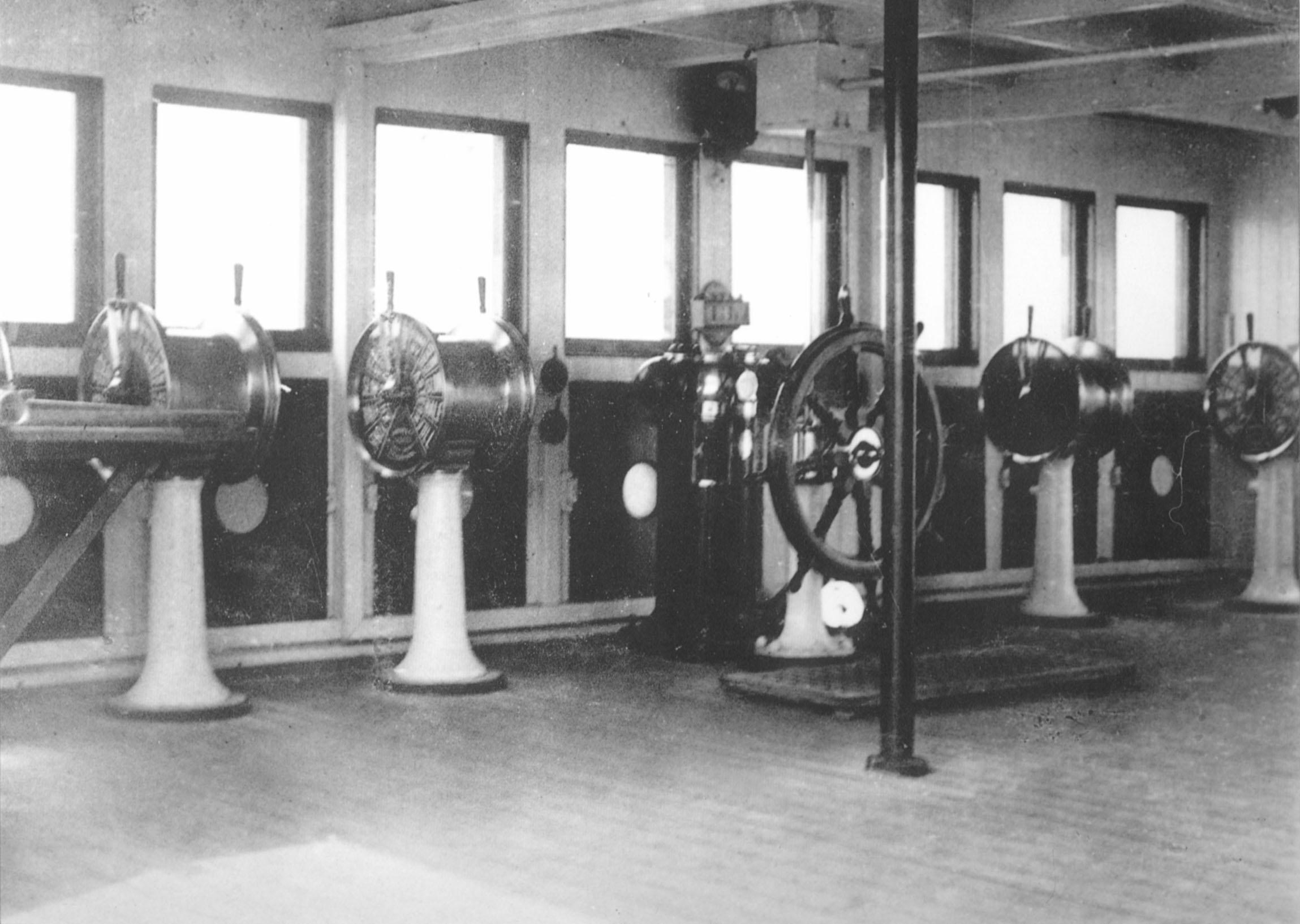
L'abri de passerelle de l’Olympic, similaire à celui du Titanic, est équipé de la roue auxiliaire de gouvernail et de cinq transmetteurs d'ordres.

À l'extrémité avant du pont des embarcations, sont disposés un abri ainsi que deux ailerons de manœuvre. Une rambarde les relie, bordant l'avant du pont. L'abri de passerelle est aéré et ouvert des deux côtés sur la promenade des officiers. Neuf fenêtres donnent une vue dégagée à l'homme de barre et aux officiers de navigation sur le mât avant et la proue.

#### Barre auxiliaire et compas de route
Sous l'abri de passerelle se trouve une barre à roue auxiliaire du gouvernail du Titanic. Elle est utilisée aux entrées et sorties de ports, de sorte que l'homme de barre, un timonier, travaillant en espace ouvert, puisse plus facilement entendre les ordres successifs des officiers de manœuvre. La barre auxiliaire sert également le long des côtes, par beau temps ou forte chaleur. Elle est reliée mécaniquement à la barre principale du gouvernail.
Un compas de route, fabriqué à Glasgow, est situé face à la barre auxiliaire, afin que le timonier puisse le voir en permanence. L'instrument est composé d'un socle de bois (habitacle) surmonté d'un compas magnétique, équipé d'un éclairage interne au pétrole. Il indique le cap suivi par le navire. De plus, un indicateur d'angle de barre (axiomètre) est fixé au plafond de l'abri de passerelle. Électrique, cet indicateur précise au timonier la position angulaire précise du safran de gouvernail par rapport à l'axe du navire. Le troisième officier Herbert Pitman est chargé de la vérification du compas, il corrige le cap compas s'aidant de la courbe des déviations. L'officier se fie au compas de relèvement, situé sur une plate-forme du pont des embarcations, entre la deuxième et troisième cheminée, au centre du paquebot. La navigation peut être astronomique, à l'aide des étoiles et du soleil. Un compas identique ainsi que la barre principale de gouvernail se trouvent dans la timonerie.

#### Transmetteurs d'ordres
L'abri de passerelle comporte cinq télégraphes. Ceux-ci jouent un rôle de transmetteur d'ordres vers différentes installations du paquebot. Deux d'entre eux sont reliés à la salle des machines, deux autres à la passerelle de manœuvre d'accostage. Le dernier est un télégraphe de secours, qui communique également vers la salle des machines. Il n'est utilisé qu'en cas de défaillance des deux autres.
Les télégraphes reliés à la salle des machines du Titanic sont utilisés par l' officier de quart ou le commandant, pour communiquer tout ordre concernant l'allure avant et arrière.
Vers l'avant, les ordres possibles sont, par ordre croissant de puissance, Dead Slow (« Très lente »), Slow (« Lente »), Half (« Demi »), Full (« Toute »).
L'ordre « STOP » demande à la salle des machines de stopper la rotation des hélices.
L'ordre Stand By signifie que la machine doit être prête. Les ordres Dead Slow ,Slow, Half et Full indiquent différents niveaux de tours d'hélice par minute (donc de puissance demandée).
Vers l'arrière, les ordres de puissance sont identiques.
L'ordre Finished With Engines (« Terminé pour les machines ») informe que l'utilisation des machines est terminée, que leur fonctionnement n'est plus requis.

### Timonerie

#### Fonctionnement
La timonerie est une innovation pour le pilotage des navires au début du XXe siècle. Sur le Titanic, elle permet à l'homme de barre de diriger le Titanic de nuit, ou par des températures froides. La timonerie est équipée de cinq fenêtres disposées de sorte que la vue soit prolongée à l'aide des neuf fenêtres de l'abri de passerelle. L'homme de barre est surélevé par une petite plate-forme de sorte que la vue sur le compas de route, situé devant lui, et vers la proue du navire soit optimisée.
De nuit, la timonerie est entièrement close, les stores présents sur les cinq fenêtres sont abaissés et l'homme de barre se fie au compas de route et aux ordres de l'officier de quart. Cette fermeture totale de la timonerie a pour objectif la concentration du quartier-maître sur le compas de route, ne se laissant pas distraire par toute luminosité extérieure. De même, les transmetteurs d'ordres sont conçus pour être éclairés de l'intérieur la nuit, mais cet éclairage est désactivé lorsque le navire est en haute mer, les ordres étant moins courants.

#### Installation téléphonique
La timonerie est équipée d'un ensemble de quatre postes de téléphones à cornet. Ces appareils servent à communiquer avec quatre installations du navire, pour le bon fonctionnement de la navigation. Ainsi, le gaillard d'avant, le nid-de-pie, la salle des machines et la passerelle de manœuvre d'accostage sont reliés à la timonerie. Le soir de la collision, le veilleur Frederick Fleet utilise le téléphone du nid-de-pie pour avertir la passerelle de la présence de l'iceberg.
Outre ces installations téléphoniques, le Titanic est équipé d'un interrupteur de fermeture des portes étanches. La nuit du naufrage, cet interrupteur est actionné par le premier officier William Murdoch, fermant ainsi les compartiments. Il y aurait pu y avoir un indicateur, mais seul le témoignage d'un matelot le confirme.

#### Autres installations
Outre l'installation téléphonique, la timonerie comporte également un récepteur de signaux sous-marins, capable d'avertir le navire de l'approche d'un lieu dangereux. En effet, cette installation fonctionne à l'aide de deux boîtiers comprenant chacun un microphone, placés à l'intérieur de la coque, sous la ligne de flottaison, à bâbord et à tribord. Reliés au récepteur de la timonerie, ces boîtiers reçoivent des bruits identifiés par des cloches de tonalité différente, sur une distance pouvant aller jusqu'à 20 milles. Cet indicateur est utile à l'approche d'un lieu dangereux, mais également pour la navigation dans le brouillard, car il permet de situer le paquebot par rapport aux signaux captés.
Par ailleurs, la timonerie du Titanic est équipée d'un indicateur de vitesse, d'un clinomètre, qui permet de mesure l'angle de gîte du navire. Enfin, elle comprend deux pendules, des sextants, des chronomètres de marine, des thermomètres et baromètres.

### Logement des officiers

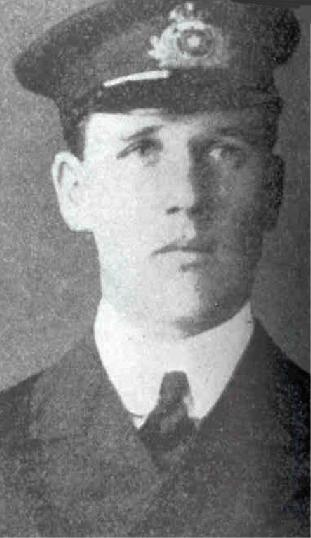
Un des quatre officiers « juniors », James Paul Moody, 6e officier.

À l'arrière de la timonerie, au niveau de la première cheminée et accessible par le pont des embarcations, sont disposés les logements des huit officiers de navigation. L'ensemble de ces logements est désigné par « quartiers des officiers ». Le commandant dispose des appartements les plus luxueux, un ensemble de trois pièces, une chambre, un salon et une salle de bains personnels, situés à tribord. Les appartements du quatrième officier et un fumoir sont situés du même côté.
À bâbord, une coursive permet d'accéder aux appartements du commandant en second, du premier, second, troisième, cinquième, puis du sixième officier. La salle de navigation est un espace de réunion du commandant et de ses officiers pour tout ce qui concerne la navigation. La chambre à cartes, placée juste derrière la timonerie, du côté bâbord, contient de nombreux portefeuilles de cartes et documents nautiques, ainsi que les deux montres mères. Celles-ci pilotent les quarante-huit horloges réparties sur l'ensemble du navire. Ces deux montres principales (ou chronomètres de marine) nécessitent les évaluations journalières de leurs marches, car elles ne sont jamais remises à l'heure pour protéger leur délicat mécanisme. Par exemple, en faisant route vers l'Amérique, les montres prennent une demi-heure d'avance par jour de navigation. Tous les jours à midi le quatrième officier Joseph Boxhall consigne les décalages d'heures sur le « cahier des montres ». La chambre à cartes contient aussi le code international de signaux, ainsi que les journaux de bord et de navigation du Titanic. La cabine du pilote de port, jouxte la chambre à cartes, du côté tribord. Elle est utilisée aux entrées et sorties de port. Lorsque le pilote embarque sur le paquebot, il se rend dans cette chambre avec le commandant pour lui conseiller les manœuvres à effectuer.
Enfin, les officiers ont à leur disposition une salle de bains, située en face de la salle de radio.

### Salle de radio

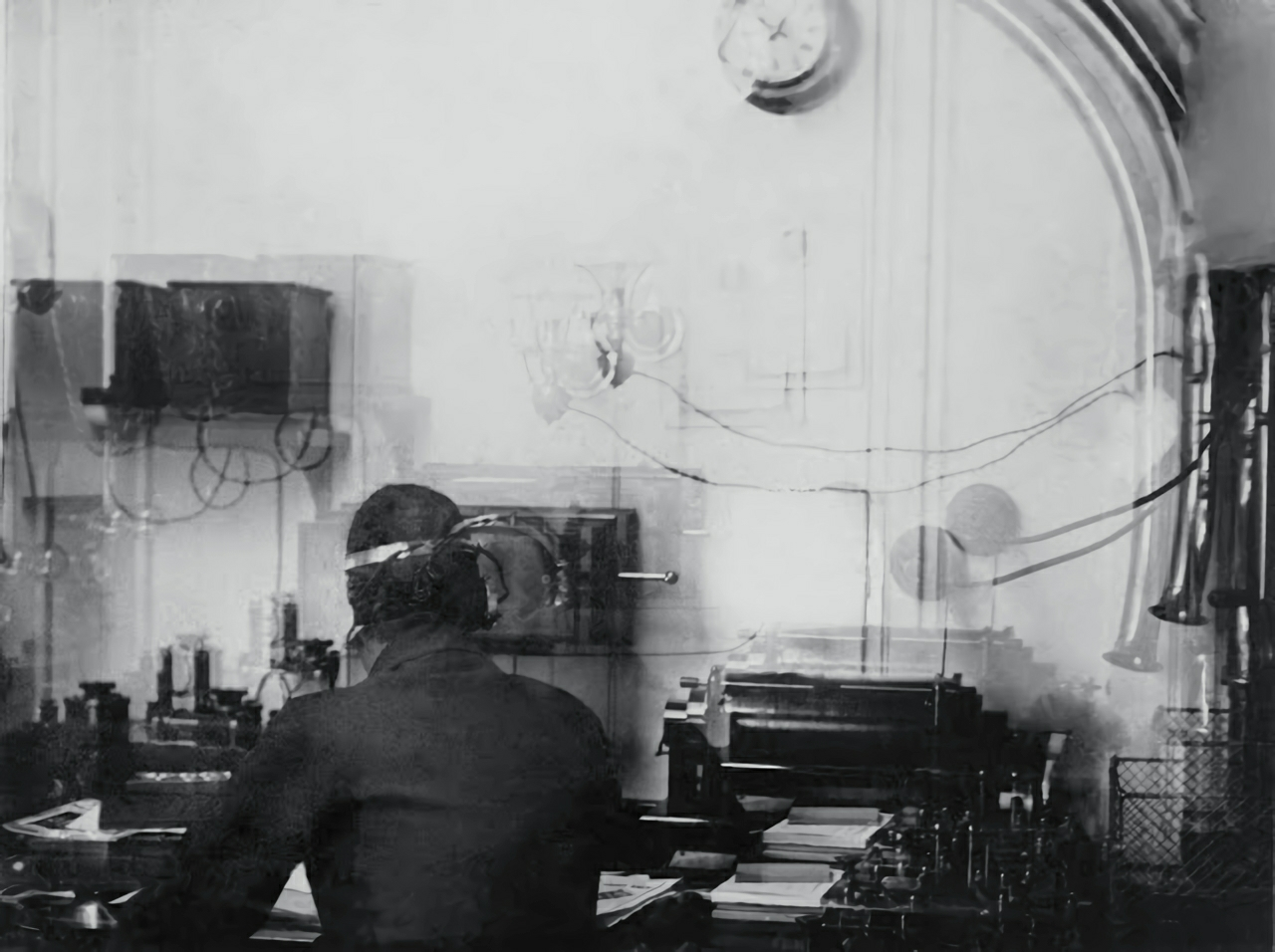
La salle de radio du Titanic, photographié par Francis Browne, Harold Bride est de dos. Actuellement, c'est la seule image connue de cette salle sur le Titanic.

La salle de radio, dont les opérateurs radiotélégraphistes sont Jack Phillips (chef opérateur) et Harold Bride (opérateur adjoint), est située à environ 12 m de l'extrémité avant du pont des embarcations, derrière la première cheminée. Elle communique avec la passerelle grâce à une coursive, à bâbord du quartier des officiers. Elle est constituée d'un ensemble de trois pièces.
L'emplacement le plus à bâbord est appelé « salle sourde », qui contient l'appareil de transmission radio ainsi qu'un émetteur de secours, puis du toit de la « salle sourde » sort le fil rayonnant radioélectrique vertical haut de 50 m reliant quatre fils horizontaux pour former l'antenne en forme de T. La pièce centrale est la salle de radio, également désignée par « salle sourde ». Le récepteur radio et les appareils de contrôle s'y trouvent. Enfin, la pièce la plus à tribord est une salle de repos, équipée d'une couchette. Durant le voyage, les deux opérateurs radiotélégraphistes se relayent afin d'assurer une écoute permanente par télégraphie sans fil sur la longueur d'onde des 600 mètres depuis le Titanic. De nuit, Jack Phillips, le chef opérateur, occupe la garde de 20 à 2 heures, alors que son collègue Harold Bride la prend de 2 à 8 heures. De jour, les hommes se relayent par convenance mutuelle, mais de sorte à assurer une garde continue. Les opérateurs partagent les sanitaires et douches avec les officiers de navigation. Par ailleurs, ils disposent d'un petit salon au pont C.
Correspondances radiotélégraphique
Normalement dès 1903 pour l'échange des correspondances radiotélégraphique avec les navires en mer : les navires donc le Titanic émettaient sur la longueur d'onde de 300 mètres (1 000 kHz) et écoutaient sur la longueur d'onde 600 mètres (500 kHz) . (Les stations côtières normalement émettaient sur la longueur d'onde 600 mètres et écoutaient sur la longueur d'onde de 300 mètres). Les navires et les stations côtières avaient les possibilités d’émettre et de recevoir sur la même longueur d’onde ; exemples un navire contactant un autre navire sur la longueur d'onde 600 mètres ou un navire diffusant des informations météorologique ou les positions des icebergs sur la longueur d'onde 600 mètres.

### Passerelle de manœuvre d'accostage
Dominant le pont promenade des troisièmes classes, la passerelle de poupe du Titanic est une installation permettant les manœuvres d'accostage du navire ou son maniement en espace réduit. Elle est disposée transversalement au pont de poupe, et contrairement à la passerelle principale n'est pas abritée. Elle comporte plusieurs installations, similaires à la timonerie.
En effet, elle est équipée de deux télégraphes reliés directement à deux des transmetteurs d'ordre de la passerelle de navigation, de sorte à fonctionner par paire. L'une des paires permet de communiquer les ordres vers la salle des machines, l'autre transmet des ordres de manœuvres et de direction. Elle comprend également la troisième roue de gouvernail du Titanic (avec celle sous l'abri de passerelle et celle dans la timonerie), utilisée en cas de défaillance du télé-moteur de la roue principale. Enfin, la passerelle de poupe comporte un compas de route.
Les quartiers-maîtres sont chargés de s'y relayer. Ainsi, le 14 avril 1912, George Rowe y est de quart. Il passe la soirée à marcher et à parler avec les passagers pour rester actif et se réchauffer, quand vers 23 h 40, il a la surprise de voir passer un iceberg le long du navire. Resté à son poste, ce n'est que trois-quarts d'heure plus tard qu'il est informé de la situation, lorsqu'il téléphone au quatrième officier Joseph Boxhall pour lui signaler qu'il vient de voir partir un canot. Il revient par la suite sur la passerelle du navire où il aide au tir de fusées de détresse jusqu'à 1 h 25. Puis, à 1 h 40, il est nommé responsable du radeau pliable C, et survit donc au naufrage.

## Commandement du navire lors de son unique traversée

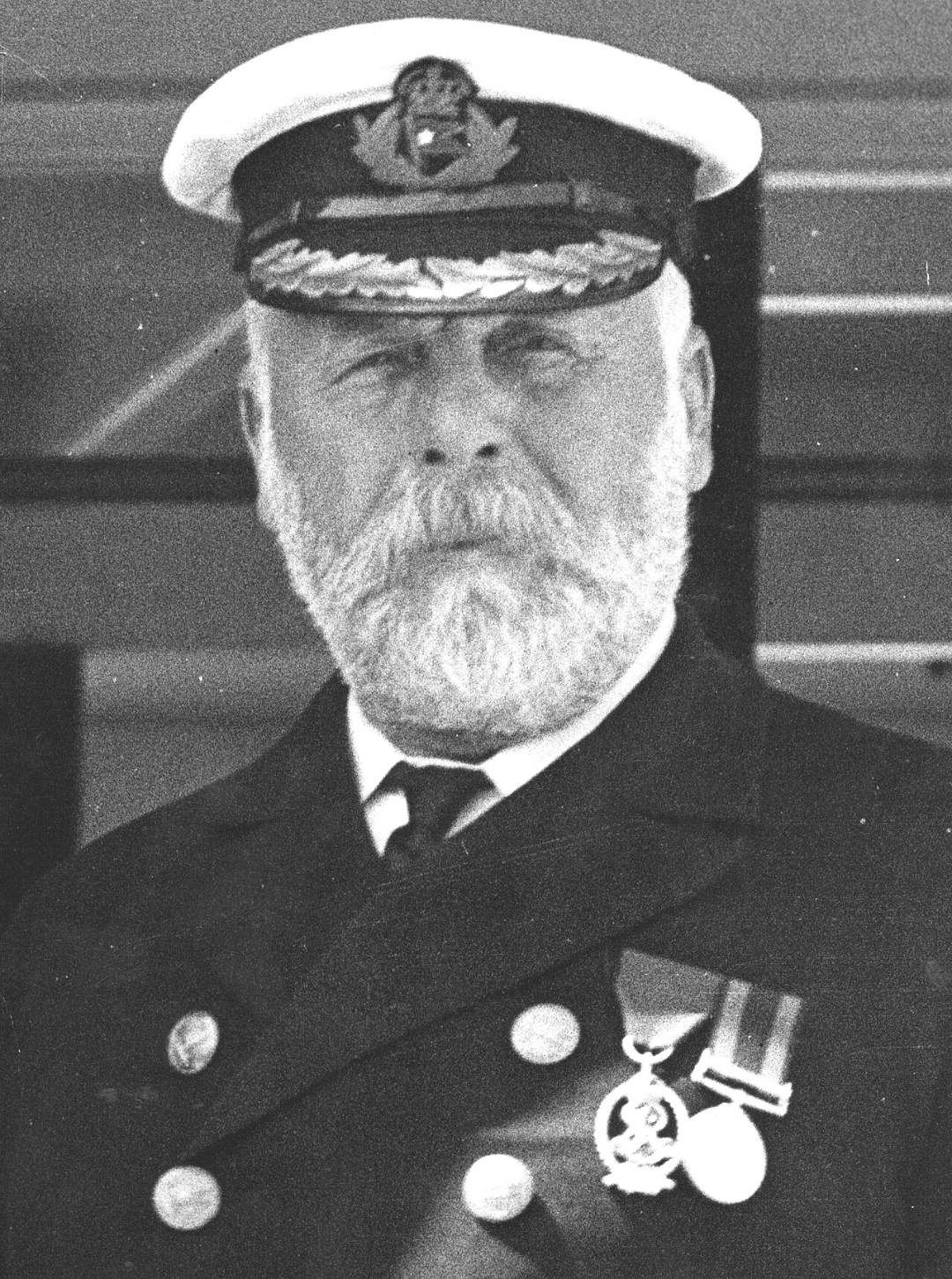
Le commandant du Titanic, Edward Smith.

L'équipage affecté au commandement du navire se compose de huit officiers de navigation. Le capitaine Edward John Smith, qui commande du Titanic, et son commandant en second Henry Wilde encadrent ainsi une équipe de six officiers de navigation, qui selon leur quart, sont chargés de la navigation du navire.
Le capitaine a sous ses ordres directs trois officiers « seniors », responsables de la navigation du Titanic selon leur quart. Les trois officiers les plus gradés désignés pour ces tâches sont le commandant en second, Henry Wilde, le premier officier William McMaster Murdoch et le deuxième officier Charles Lightoller. William Murdoch aurait dû être le commandant en second du Titanic, mais, au dernier moment Henry Wilde est imposé, rétrogradant ainsi Murdoch au rang de premier officier et Charles Lightoller au rang de deuxième officier. Or, les trois hommes ont déjà navigué sur le sister-ship du Titanic, l’Olympic ; ce changement de dernière minute a pour avantage d'affecter sur le Titanic trois marins déjà expérimentés à la manœuvre d'un tel navire. David Blair, deuxième officier à l'origine, quitte le paquebot.
Ces trois hommes se relayent toutes les quatre heures, et ont sous leurs ordres deux officiers « juniors », qui travaillent par paires. Selon le quart, les deux officiers juniors encadrés par un officier senior sont Herbert Pitman, troisième officier et Harold Lowe, cinquième officier ; ou Joseph Boxhall, quatrième officier et James Paul Moody, sixième officier.
Les officiers sont aussi chargés de relater les événements importants dans le journal passerelle, situé dans une petite salle à l'arrière de la timonerie, la salle des cartes. C'est généralement Wilde qui est chargé de cette tâche La barre du Titanic est confiée à un des sept quartiers-maîtres de l'équipage de pont, qui est sous les ordres d'un officier senior.

## La nuit du naufrage

### Collision

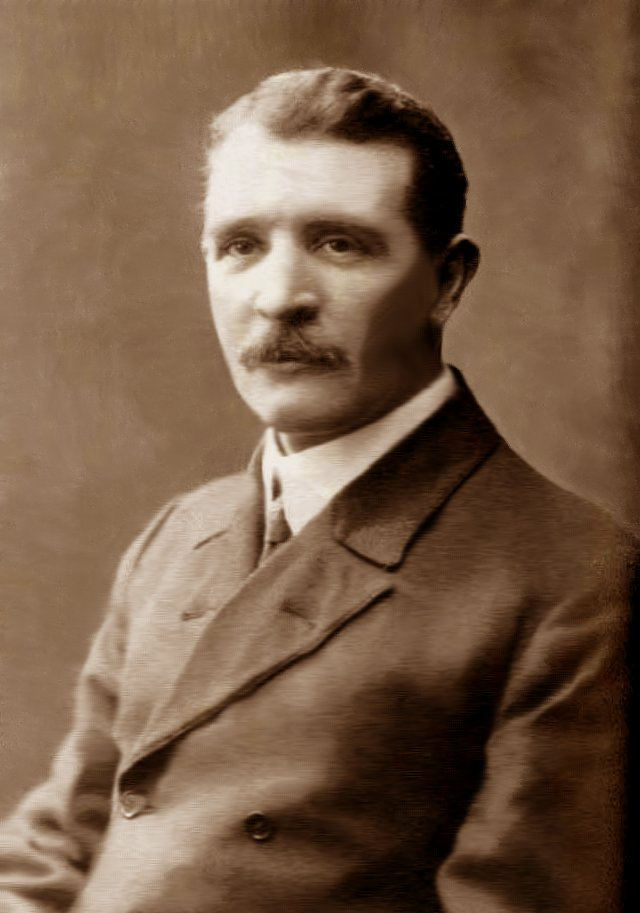
Le premier officier William McMaster Murdoch.

Le soir du 14 avril 1912, à 23 h 40, alors que le Titanic navigue à 22,5 nœuds, un iceberg est aperçu par les veilleurs du nid-de-pie Frederick Fleet et Reginald Lee. L'officier senior de quart est William McMaster Murdoch ; les officiers juniors Joseph Boxhall et James Paul Moody. Frederick Fleet sonne immédiatement la cloche du nid-de-pie par trois fois, puis téléphone à la timonerie. Le sixième officier Moody reçoit l'appel : Fleet l'alerte de la présence d'un iceberg face au navire, situé à moins de 500 mètres.
Immédiatement, Moody en fait part au premier officier Murdoch, qui ordonne à l'homme de barre, situé dans la timonerie, de virer à tribord : « Hard a'starboard ». Par cet ordre, Murdoch tente de faire virer le navire par bâbord. À l'aide des transmetteurs d'ordres, il ordonne également à la salle des machines de faire machine arrière : « Full astern ». Néanmoins, après le naufrage, le chef machiniste déclare que le transmetteur d'ordre indiquait « STOP ». Le Titanic heurte finalement l'iceberg, qui fait sauter les rivets de la coque sous la ligne de flottaison sur cinq compartiments, ouvrant ainsi une voie d'eau. À l'aide de la commande située dans la timonerie, Murdoch fait fermer les portes étanches du navire. Peu après, le commandant, qui se trouve dans ses appartements, est réveillé par le choc, et demande un rapport au premier officier Murdoch. Il demande également l'arrêt total des machines, et au quatrième officier Boxhall d'évaluer les dégâts. Cependant, celui-ci ne remarque rien d'anormal. Le commandant ordonne alors un état du navire à l'architecte du Titanic, Thomas Andrews. Celui-ci établit un pronostic, après être descendu avec le commandant et son second Henry Wilde vers les ponts inférieurs pour constater les dégâts. Le commandant demande au quatrième officier Boxhall d'avertir les officiers Lightoller et Pitman, restés dans leurs quartiers. Tous les officiers se réunissent dans la salle de navigation avec Thomas Andrews, qui annonce que le navire est condamné.

### Affectation des officiers aux canots de sauvetage

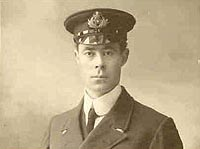
Le cinquième officier Harold Lowe.

L'ordre est donné d'affaler les canots de sauvetage ainsi que d'envoyer des messages de radio depuis le poste situé près du quartier des officiers.
L'évacuation des passagers dans les canots est organisée ainsi : le premier officier William Murdoch est chargé de tous les canots situés à tribord (c'est-à-dire tous les canots portant un chiffre impair en plus des canots A et C) et le deuxième officier Charles Lightoller est chargé de tous les canots situés à bâbord (tous les canots portant un chiffre pair en plus des canots B et D). Les autres officiers se doivent d'assister Murdoch et Lightoller dans leurs tâches. À 0 h 55, le troisième officier Pitman aide au remplissage du canot no 5 puis embarque dans celui-ci pour en prendre le commandement.
Le commandant en second Henry Wilde participe avec soin au chargement des canots, mais Charles Lightoller prend le contrôle des opérations, ayant l'expérience d'un naufrage passé. Wilde ordonne vers 1 h 30 au cinquième officier Harold Lowe, venu aider au remplissage des canots no 14 et 16, d'embarquer dans le canot no 14. James Paul Moody, le sixième officier, assiste le cinquième officier Lowe, mais décline l'offre de prendre place dans l'embarcation. Puis, le quatrième officier Boxhall embarque dans le canot no 2, vers 1 h 45.
Les opérateurs Jack Phillips et Harold Bride envoient des messages de détresse jusqu'à ce que l'eau envahisse la salle de radio, peu après 2 h 10. Deux heures et trente minutes après la collision avec l'iceberg, l'eau atteint l'abri de passerelle et la timonerie, vers 2 h 15 du matin.
Le commandant Smith et son second Wilde, ainsi que les officiers Murdoch et Moody disparaissent dans le naufrage, leurs corps ne sont pas retrouvés. Charles Lightoller survit en rejoignant le radeau pliable B, quelques minutes avant que le Titanic ne disparaisse sous les flots. Il est en compagnie d'Archibald Gracie. Il est l'officier le plus gradé à avoir survécu au naufrage.
Vers 4 h 10, le premier canot est recueilli par le RMS Carpathia. Il s'agit du canot standard no 2, sous le commandement de Joseph Boxhall. Le canot no 12 est la dernière embarcation récupérée. Charles Lightoller est le dernier rescapé à monter à bord.

### État des installations sur l'épave
Après avoir sombré, le Titanic s'est violemment écrasé au fond de l'océan, à près de 3 700 mètres de profondeur. L'abri de passerelle et la timonerie ont été endommagés par la chute de la première cheminée, puis détruits au cours de la chute du navire vers le fond de l'océan. Le mât avant s'est affaissé sur la rambarde bâbord de la passerelle.
Le nid-de-pie, présent sur les photographies de 1986, a aujourd'hui disparu, probablement tombé à l'intérieur de la coque. La commande de bronze autrefois fixée à la barre principale est toujours présente. Le quartier des officiers et les salles adjacentes sont restés en meilleur état, notamment la cabine du commandant Smith. En revanche, le toit de la salle de radio est percé en plusieurs endroits, ayant servi de plate-forme d'atterrissage aux submersibles. En 2000, une expédition permet de renflouer le pied de la barre de la timonerie. En 2017, une étude publiée par la BBC révèle que l'ensemble de l'épave pourrait disparaître d'ici une vingtaine d'années. En 2020, une expertise américaine confirme que les murs composant la passerelle de navigation, du quartier des officiers et de la salle radio ont été intégralement dissous.

## Sur l’Olympicet leBritannic
Le Titanic est le deuxième des trois navires de classe Olympic. De fait, il a bénéficié d'améliorations par rapport à son prédécesseur l’Olympic, et les leçons données par le naufrage ont permis de repenser les passerelles des deux sister-ships survivants.
À bord de l’Olympic, les quartiers des officiers sont organisés différemment et plus réduits. Le changement d'organisation vient de l'idée de Joseph Bruce Ismay de rajouter quelques cabines de première classe sur le pont des embarcations du Titanic. La forme de la timonerie diffère également de celles du Titanic et du Britannic. Elle est cependant modifiée par la suite. Une plate-forme pour un compas a également été placée sur le toit de celle-ci à la suite de la refonte.
Le Britannic, encore en construction lors du naufrage du Titanic, voit sa passerelle repensée. Ainsi, le panneau concernant les cloisons étanches n'indique plus si elles sont fermées ou ouvertes, mais indique clairement leur position. Les transmetteurs d'ordres ont également été améliorés, et un appareil indique précisément le nombre de révolutions des machines du navire. Comme sur l’Olympic après sa refonte, le toit de la passerelle abrite un compas. La communication entre la passerelle et la salle de radio, qui avait fait défaut à bord du Titanic, est améliorée par le biais d'un tube pneumatique qui relie les deux installations. Sur l’Olympic, cette liaison se fait par téléphone.